# Ciclismo nos Jogos Pan-Americanos de 1991
As competições de ciclismo nos Jogos Pan-Americanos de 1991 foram realizadas em Havana, Cuba. Esta foi a décima primeira edição do esporte nos Jogos Pan-Americanos. Houve sete eventos masculinos e quatro femininos.

## Masculino

### Corrida individual 1.000 m (Pista)
| POSIÇÃO | CICLISTA            |
| ------- | ------------------- |
|         | Richard Young (CAN) |
|         | D. Hiram (CUB)      |
|         | Jhon González (COL) |

### Contra o relógio individual 1.000 m (Pista)
| POSIÇÃO | CICLISTA            |
| ------- | ------------------- |
|         | Gene Samuel (TRI)   |
|         | Erin Hartwell (USA) |
|         | Germán García (ARG) |

### Corrida de pontos de 4.000 m (Pista)
| POSIÇÃO | CICLISTA              |
| ------- | --------------------- |
|         | Erminio Suárez (ARG)  |
|         | Jairo Giraldo (COL)   |
|         | Conrado Cabrera (CUB) |

### Perseguição individual de 4.000 m (Pista)
| POSIÇÃO | CICLISTA              |
| ------- | --------------------- |
|         | Raúl Domínguez (CUB)  |
|         | Dirk Copeland (USA)   |
|         | Miguel Droguett (CHI) |

### Perseguição por equipes de 4.000 m (Pista)
| POSIÇÃO | CICLISTA       |
| ------- | -------------- |
|         | Cuba           |
|         | Estados Unidos |
|         | Argentina      |

### Corrida individual de 164 km (Estrada)
| POSIÇÃO | CICLISTA                         |
| ------- | -------------------------------- |
|         | Robinson Merchán (VEN)           |
|         | Heriberto Rodríguez Adorno (CUB) |
|         | Wanderley Magalhães (BRA)        |

### Contra o relógio por equipes (Estrada)
| POSIÇÃO | CICLISTA       |
| ------- | -------------- |
|         | Colômbia       |
|         | Cuba           |
|         | Estados Unidos |

## Feminino

### Corrida individual 1.000 m (Pista)
| POSIÇÃO | CICLISTA              |
| ------- | --------------------- |
|         | Tanya Dubnicoff (CAN) |
|         | Julie Gregg (USA)     |
|         | Jessica Grieco (USA)  |

### Perseguição individual de 3.000 m (Pista)
| POSIÇÃO | CICLISTA                |
| ------- | ----------------------- |
|         | Kendra Kneeland (USA)   |
|         | Clara Hughes (CAN)      |
|         | Tatiana Fernández (CUB) |

### Corrida individual (Estrada)
| POSIÇÃO | CICLISTA             |
| ------- | -------------------- |
|         | Jeanne Golay (USA)   |
|         | Odalys Toms (CUB)    |
|         | Janice Bolland (USA) |

### Contra o relógio por equipes (Estrada)
| POSIÇÃO | CICLISTA       |
| ------- | -------------- |
|         | Estados Unidos |
|         | Cuba           |
|         | Canadá         |

## Quadro de medalhas
| Posição | Nação                 |    |    |    | Total |
| ------- | --------------------- | -- | -- | -- | ----- |
| 1       | USA Estados Unidos    | 3  | 4  | 3  | 10    |
| 2       | CUB Cuba              | 3  | 4  | 2  | 9     |
| 3       | CAN Canadá            | 2  | 1  | 1  | 4     |
| 4       | COL Colômbia          | 1  | 1  | 1  | 3     |
| 5       | ARG Argentina         | 1  | 0  | 2  | 3     |
| 6       | TRI Trinidad e Tobago | 1  | 0  | 0  | 1     |
| 6       | VEN Venezuela         | 1  | 0  | 0  | 1     |
| 8       | BRA Brasil            | 0  | 0  | 1  | 1     |
| 8       | CHI Chile             | 0  | 0  | 1  | 1     |
| Total   | Total                 | 12 | 10 | 11 | 33    |

## Ligação externa
- Resultados